# Uruguay Open
L'Uruguay Open, noto in precedenza come Copa Petrobras Montevideo, è un torneo professionistico di tennis giocato sulla terra rossa, che fa parte dell'ATP Challenger Tour. Si gioca annualmente al Carrasco Lawn Tennis Club di Montevideo in Uruguay dal 2005.
Il tennista uruguagio Pablo Cuevas detiene il record in entrmabe le discipline avendo vinto 3 titoli nel singolare ed altrettanti nel doppio (due insieme all'altro uruguagio Martin Cuevas). Nel doppio il record è condiviso con l'argentino Guido Andreozzi.

## Albo d'oro

### Singolare
| Anno | Campione                | Finalista               | Punteggio           |
| ---- | ----------------------- | ----------------------- | ------------------- |
| 2024 | Tristan Boyer           | Hugo Dellien            | 6–2, 6–4            |
| 2023 | Facundo Díaz Acosta     | Thiago Monteiro         | 6–3, 4–3 rit.       |
| 2022 | Genaro Alberto Olivieri | Tomás Martín Etcheverry | 6(3)–7, 7–6(5), 6–3 |
| 2021 | Hugo Dellien            | Juan Ignacio Londero    | 6–0, 6–1            |
| 2020 | Non disputato           | Non disputato           | Non disputato       |
| 2019 | Jaume Munar             | Federico Delbonis       | 7–5, 6–2            |
| 2018 | Guido Pella (2)         | Carlos Berlocq          | 6–3, 3–6, 6–1       |
| 2017 | Pablo Cuevas (3)        | Gastão Elias            | 6–4, 6–3            |
| 2016 | Diego Schwartzman       | Rogério Dutra da Silva  | 6–4, 6–1            |
| 2015 | Guido Pella (1)         | Íñigo Cervantes         | 7–5, 2–6, 6–4       |
| 2014 | Pablo Cuevas (2)        | Hugo Dellien            | 6–2, 6–4            |
| 2013 | Thomaz Bellucci         | Diego Schwartzman       | 6–4, 6–4            |
| 2012 | Horacio Zeballos        | Julian Reister          | 6–3, 6–2            |
| 2011 | Carlos Berlocq          | Máximo González         | 6–2, 7–5            |
| 2010 | Máximo González         | Pablo Cuevas            | 1–6, 6–3, 6–4       |
| 2009 | Pablo Cuevas (1)        | Nicolás Lapentti        | 7–5, 6–1            |
| 2008 | Peter Luczak            | Nicolás Massú           | W/O                 |
| 2007 | Santiago Ventura        | Marcel Granollers       | 4–6, 6–0, 6–4       |
| 2006 | Guillermo Cañas         | Nicolás Lapentti        | 2–6, 6–3, 7–6(3)    |
| 2005 | Juan Martín del Potro   | Boris Pašanski          | 6–3, 2–6, 7–6(3)    |

### Doppio
| Anno | Campioni                                | Finalista                                  | Punteggio           |
| ---- | --------------------------------------- | ------------------------------------------ | ------------------- |
| 2024 | Guido Andreozzi (3) Orlando Luz         | Mariano Kestelboim Franco Roncadelli       | 4–6, 6–3, [10–8]    |
| 2023 | Guido Andreozzi (2) Guillermo Durán (2) | Boris Arias Federico Zeballos              | 2–6, 7–6(2), [10–8] |
| 2022 | Karol Drzewiecki Piotr Matuszewski      | Facundo Díaz Acosta Luis David Martínez    | 6–4, 6–4            |
| 2021 | Rafael Matos Felipe Meligeni Alves      | Ignacio Carou Luciano Darderi              | 6–4, 6–4            |
| 2020 | Non disputato                           | Non disputato                              | Non disputato       |
| 2019 | Facundo Bagnis Andrés Molteni (2)       | Orlando Luz Rafael Matos                   | 6–4, 5–7, [12–10]   |
| 2018 | Guido Andreozzi (1) Guillermo Durán (1) | Facundo Bagnis Andrés Molteni              | 7–6(5), 6–4         |
| 2017 | Romain Arneodo Fernando Romboli         | Ariel Behar Fabiano de Paula               | 2–6, 6–4, [10–8]    |
| 2016 | Andrés Molteni (1) Diego Schwartzman    | Fabiano de Paula Cristian Garín            | Walkover            |
| 2015 | Andrej Martin Hans Podlipnik-Castillo   | Marcelo Demoliner Gastão Elias             | 6–4, 3–6, [10–6]    |
| 2014 | Martín Cuevas (2) Pablo Cuevas (3)      | Nicolás Jarry Gonzalo Lama                 | 6–2, 6–4            |
| 2013 | Martín Cuevas (1) Pablo Cuevas (2)      | André Ghem Rogério Dutra da Silva          | Walkover            |
| 2012 | Nikola Mektić Antonio Veić              | Blaž Kavčič Franco Škugor                  | 6–3, 5–7, [10–7]    |
| 2011 | Nikola Ćirić Goran Tošić                | Marcel Felder Diego Schwartzman            | 7–6(5), 7–6(4)      |
| 2010 | Carlos Berlocq Brian Dabul (2)          | Máximo González Sebastián Prieto           | 7–5, 6–3            |
| 2009 | Juan Pablo Brzezicki David Marrero      | Martín Cuevas Pablo Cuevas                 | 6–4, 6–4            |
| 2008 | Franco Ferreiro Flávio Saretta          | Daniel Gimeno Traver Rubén Ramírez Hidalgo | 6–3, 6–2            |
| 2007 | Pablo Cuevas (1) Luis Horna             | Marcel Granollers Santiago Ventura         | W/O                 |
| 2006 | Máximo González Sergio Roitman          | Guillermo Cañas Martín García              | 6–3, 7–6(5)         |
| 2005 | Brian Dabul (1) Damián Patriarca        | Daniel Köllerer Oliver Marach              | 6–0, 6–4            |